# Peluda de Mueller
La peluda de Mueller (Arnoglossus muelleri) és un peix teleosti de la família dels bòtids i de l'ordre dels pleuronectiformes.

## Morfologia
Pot arribar als 21 cm de llargària total.

## Distribució geogràfica
Es troba des de les costes d'Austràlia Occidental fins a Tasmània i Victòria.